# Mięguszowiecka Szczerba
Mięguszowiecka Szczerba – przełączka między dwoma wierzchołkami Mięguszowieckiego Szczytu (2438 m) w Tatrach Wysokich. Wyższy o 5 m jest wierzchołek zachodni. Obydwa wraz z przełęczą znajdują się w grani głównej Tatr na granicy polsko-słowackiej. Mięguszowiecka Szczerba jest skalista i płytko wcięta. Na obydwie strony opadają z niej wybitne, wklęsłe formacje skalne. Po polskiej, północnej stronie jest to Rynna Wawrytki, po południowej, słowackiej Żleb Franza.
Na przełączkę wyprowadza kilka dróg wspinaczkowych. Autorem nazwy przełączki jest Władysław Cywiński.

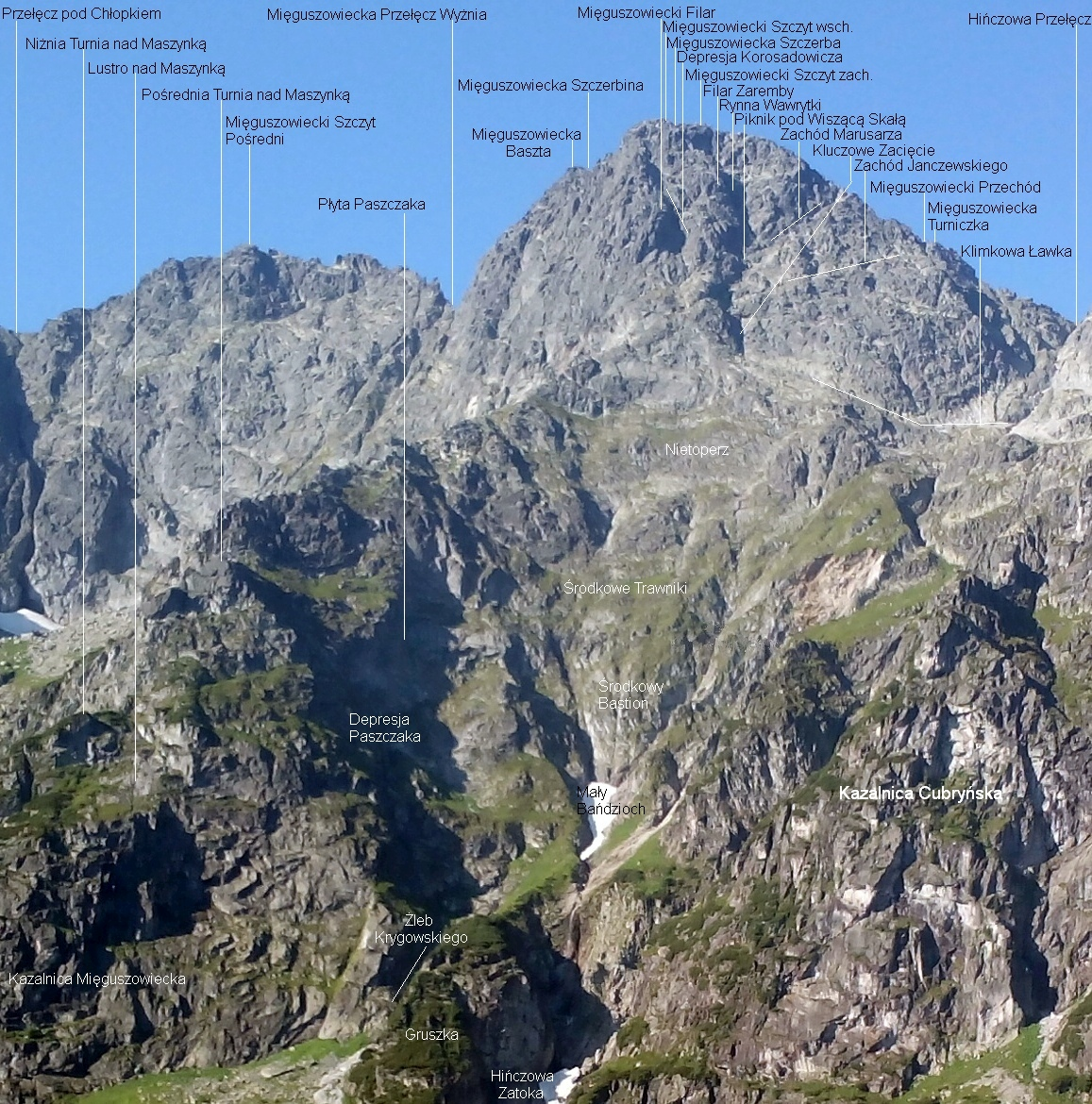
Widok z północnego wschodu